# Aeluroscalabotes felinus
Aeluroscalabotes felinus es una especie de gecko que pertenece a la familia Eublepharidae. Es la única especie del género monotípico Aeluroscalabotes. 

## Distribución y hábitat
Su área de distribución incluye Indonesia (Borneo, Sumatra, Sanana), la península de Malasia, Perak, Selangor, Singapur, Sula, sur de Tailandia, Patani, Sarawak. Su hábitat natural se compone de bosque húmedo tropical.

## Descripción

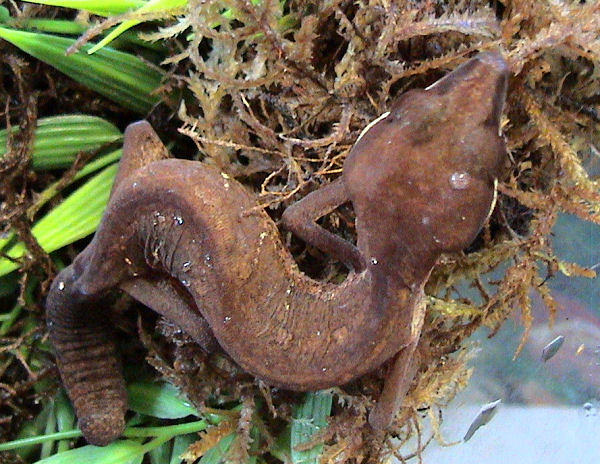
Aeluroscalabotes felinus.

Puede alcanzar una longitud corporal de 11 cm y una longitud total 18 cm. Es una especie nocturna y arborícola. Carece de láminas adhesivas en los dedos de los pies, pero cuenta con dígitos opuestos, una cola prensil y uñas retractibles que le permitan trepar. A diferencia de la mayoría de los geckos sus ojos tienen párpados móvibles y puede cerrar los ojos.

## Taxonomía
Se reconocen las siguientes subespecies:
- Aeluroscalabotes felinus felinus (Günther, 1864)
- Aeluroscalabotes felinus multituberculatus (Kopstein, 1927)